# 24 uur met...
24 uur met... was een Nederlands interviewprogramma van de VPRO, waarvan het eerste seizoen begin 2008 werd uitgezonden op Nederland 3. Het programma werd tot en met 2013 gepresenteerd door Wilfried de Jong; vanaf het achtste seizoen was de presentatie in handen van cabaretier Theo Maassen. Maassen was eerder te gast in het programma; de desbetreffende aflevering uit het tweede seizoen werd genomineerd voor de Beeld en Geluid Awards 2009. In maart 2016 stopte het programma bij de VPRO op NPO 3.
In 2016 kreeg 24 uur met... een sporteditie op zender en online platform KPN Presenteert, met Peter Heerschop als interviewer. De eerste van zeven afleveringen op KPN Presenteert verscheen op 11 december 2016. De laatste aflevering was op 22 januari 2017 waarmee het programma stopte.

## Format
In 24 uur met... brengt de presentator 24 uur door in een studio, samen met een gast. Tijdens deze periode mag geen van beiden de kamer verlaten. Het achterliggende idee is dat de interviews dieper en intenser zouden zijn, omdat de twee tot elkaar zijn veroordeeld. Voor beiden zijn de opnames zowel geestelijk als lichamelijk erg zwaar. Uiteindelijk worden er slechts 35 tot 50 minuten van de 24 uur uitgezonden.
De studio, waar op verschillende plekken camera's zijn neergezet, is van alle gemakken voorzien. Zo staan er twee gemakkelijke stoelen, een bed, een keuken met voldoende drank en voedsel, en een toilet.
Het programma is overgenomen van het Engelse 24 Hours With..., een productie van Hideous Productions. 24 Hours With... werd gepresenteerd door Jamie Campbell en in de zomer van 2007 uitgezonden op ITV.

## Afleveringen

### Interviewer Wilfried de Jong
Seizoen 1:
- 1 januari 2008: Richard Klinkhamer, schrijver en moordenaar
- 2 januari 2008: Tygo Gernandt, acteur
- 3 januari 2008: Bram Peper, politicus
- 4 januari 2008: Frans Frederiks alias Lange Frans, rapper
- 9 januari 2008: Dinand Woesthoff, zanger van Kane
- 16 januari 2008: Rachid El Ghazoui alias Appa, rapper
- 23 januari 2008: Arnold Karskens, onderzoeksjournalist en oorlogsverslaggever
- 30 januari 2008: Freek de Jonge, cabaretier

Seizoen 2:
- 5 januari 2009: Catherine Keyl, presentatrice
- 12 januari 2009: Theo Maassen, cabaretier
- 19 januari 2009: Marijke Helwegen, mediapersoonlijkheid
- 26 januari 2009: Maarten van der Weijden, zwemmer
- 2 februari 2009: Wende Snijders, zangeres
- 9 februari 2009: Paul de Leeuw, presentator

Seizoen 3:
- 11 januari 2010: Gordon, zanger
- 18 januari 2010: Heleen van Royen, schrijfster
- 25 januari 2010: Kyteman, muzikant
- 1 februari 2010: Agnes Kant, politicus
- 8 februari 2010: Erben Wennemars, schaatser

Seizoen 4:
- 10 januari 2011: Hans Klok, illusionist
- 17 januari 2011: Pierre Bokma, acteur
- 24 januari 2011: Fleur Agema, politica
- 31 januari 2011: Jack Wouterse, acteur
- 7 februari 2011: Albert Verlinde, musicalproducent

Seizoen 5:
- 9 januari 2012: Nasrdin Dchar, acteur
- 16 januari 2012: Claudia de Breij, cabaretière
- 23 januari 2012: L.A. Raeven, kunstenaarstweeling
- 30 januari 2012: Herman den Blijker, chef-kok
- 6 februari 2012: Jochem Myjer, cabaretier

Seizoen 6:
- 27 april 2012: Huub Stapel, acteur
- 4 mei 2012: Valentijn de Hingh, model
- 11 mei 2012: Hero Brinkman, politicus
- 25 mei 2012: Klaas-Jan Huntelaar, voetballer

Seizoen 7:
- 18 januari 2013: Javier Guzman, cabaretier
- 25 januari 2013: Erik de Vlieger, ondernemer
- 1 februari 2013: Özcan Akyol, schrijver
- 8 februari 2013: Willem Nijholt, acteur en zanger
- 15 februari 2013: Katja Schuurman, actrice, zangeres en presentatrice

### Interviewer Theo Maassen
Seizoen 8:
- 3 januari 2014: Ali B, rapper en presentator
- 10 januari 2014: Daniël Arends, stand-upcomedian
- 17 januari 2014: Hadewych Minis, zangeres en actrice
- 24 januari 2014: René Gude, filosoof
- 31 januari 2014: Victoria Koblenko, actrice, presentatrice

Seizoen 9:
- 28 november 2014: Typhoon, rapper
- 5 december 2014: Abdul-Jabbar van de Ven, islamitisch prediker
- 12 december 2014: Olcay Gulsen, ondernemer
- 19 december 2014: Wim Hof, 'The Iceman'
- 2 januari 2015: Myrthe van der Meer, schrijfster
- 9 januari 2015: Frans Bauer, zanger
- 16 januari 2015: Jeroen van Koningsbrugge, acteur
- 23 januari 2015: Bram Moszkowicz, jurist

Seizoen 10:
- 10 januari 2016: Fred Teeven, politicus
- 17 januari 2016: Fresku, rapper en acteur
- 24 januari 2016: Mounir Samuel, auteur
- 31 januari 2016: De Jeugd van Tegenwoordig, rapformatie
- 7 februari 2016: Alex Boogers, schrijver
- 14 februari 2016: Thomas Acda, muzikant
- 21 februari 2016: Matthias Schoenaerts, acteur
- 28 februari 2016: Brigitte Kaandorp, cabaretière

### Interviewer Peter Heerschop
Seizoen 11:
- 11 december 2016: Dorian van Rijsselberghe, windsurfer
- 18 december 2016: Ellen Hoog, hockeyster
- 25 december 2016: Bibian Mentel, snowboardster
- 1 januari 2017: Thomas Dekker, wielrenner
- 8 januari 2017: Jorien ter Mors, schaatsster
- 15 januari 2017 Pierre van Hooijdonk, voetballer
- 22 januari 2017: Rico Verhoeven, kickbokser

## Bonus
- De aflevering met Theo Maassen verscheen als bonusmateriaal op de dvd van Maassens theatershow Zonder pardon.
- De aflevering met Heleen van Royen verscheen als bonusmateriaal op de dvd van de film De gelukkige huisvrouw, naar Van Royens gelijknamige boek.